# Luci Lucili Balb
Luci Lucili Balb (Lucius Lucilius Balbus) va ser un jurista romà.
Era deixeble de Quint Muci Escevola, i va ser mestre de Servi Sulpici Lemònia Ruf. Probablement va ser el pare de Lucília, companya d'Appi Claudi Pulcre a Cilícia, i germà de Quint Lucili Balb, filòsof estoic. Sulpici esmenta algunes de les seves obres, que sembla que es van perdre molt aviat. Es diu que era molt erudit, i que la seva manera de parlar era deliberadament lenta, donant consells i provocant les respostes.